# Provincia de Isfahán
La Provincia de Isfahán (persa: استان اصفهان tr: Ostāne Esfahan) también conocida como Ispahán, es una de las 31 provincias de Irán, localizada en el centro del país y su capital es Isfahán.

## Geografía
La provincia de Isfahán abarca una superficie de 107.029 km², y se encuentra localizada en la región central de Irán. Mantiene frontera al norte con las provincias de Markazí, Qom y Semnán, al sur se encuentran las provincias de Fars, Kohkiluyeh y Buyer Ahmad, al este con las provincias de Jorasán del Sur y Yazd, mientras al oeste limita con las provincias de Lorestán y Chahar Mahal y Bajtiarí.

## Demografía
| Gráfica de evolución demográfica de Isfahán entre 1966 y 2016 |
|                                                               |

## Galería

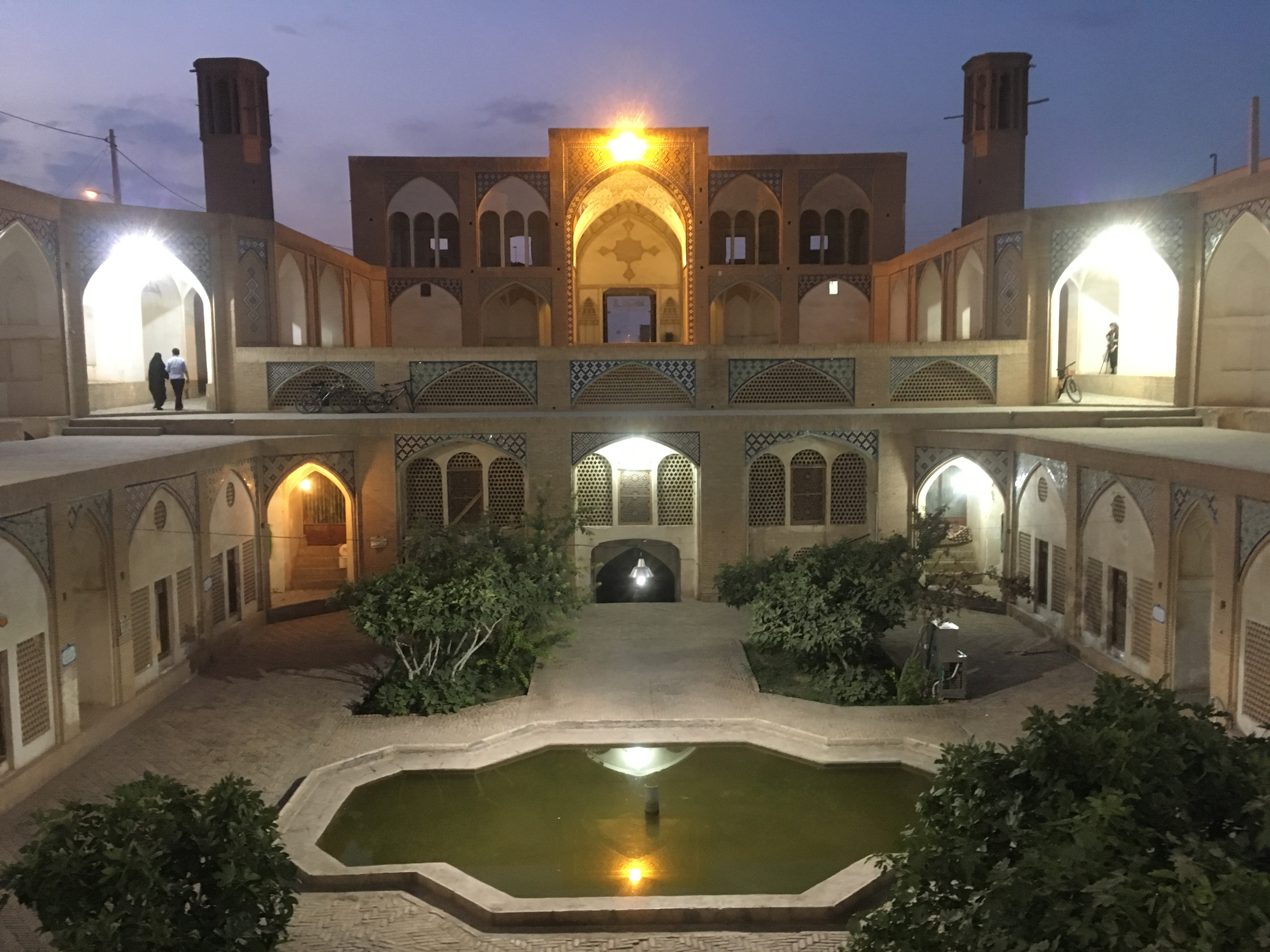
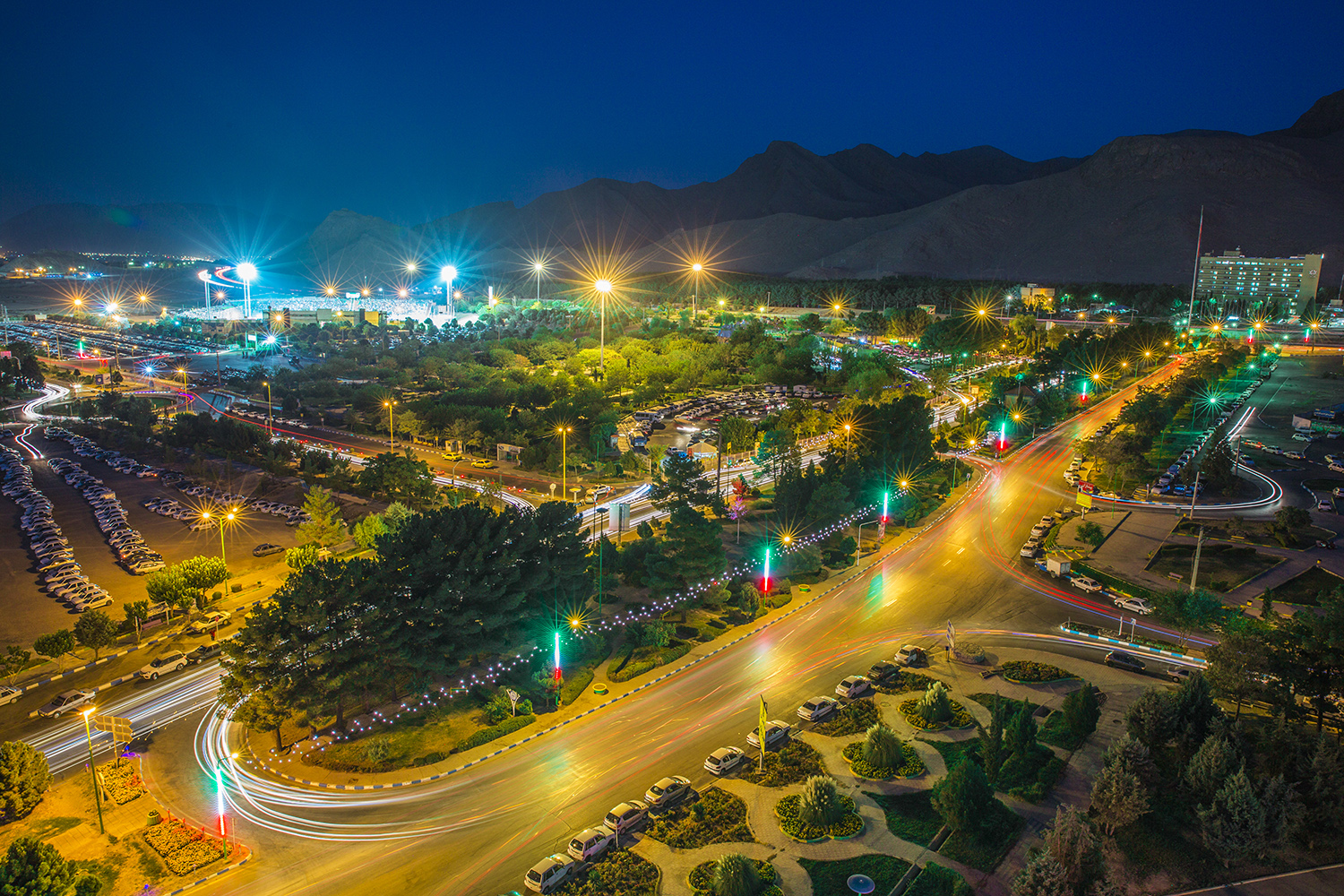
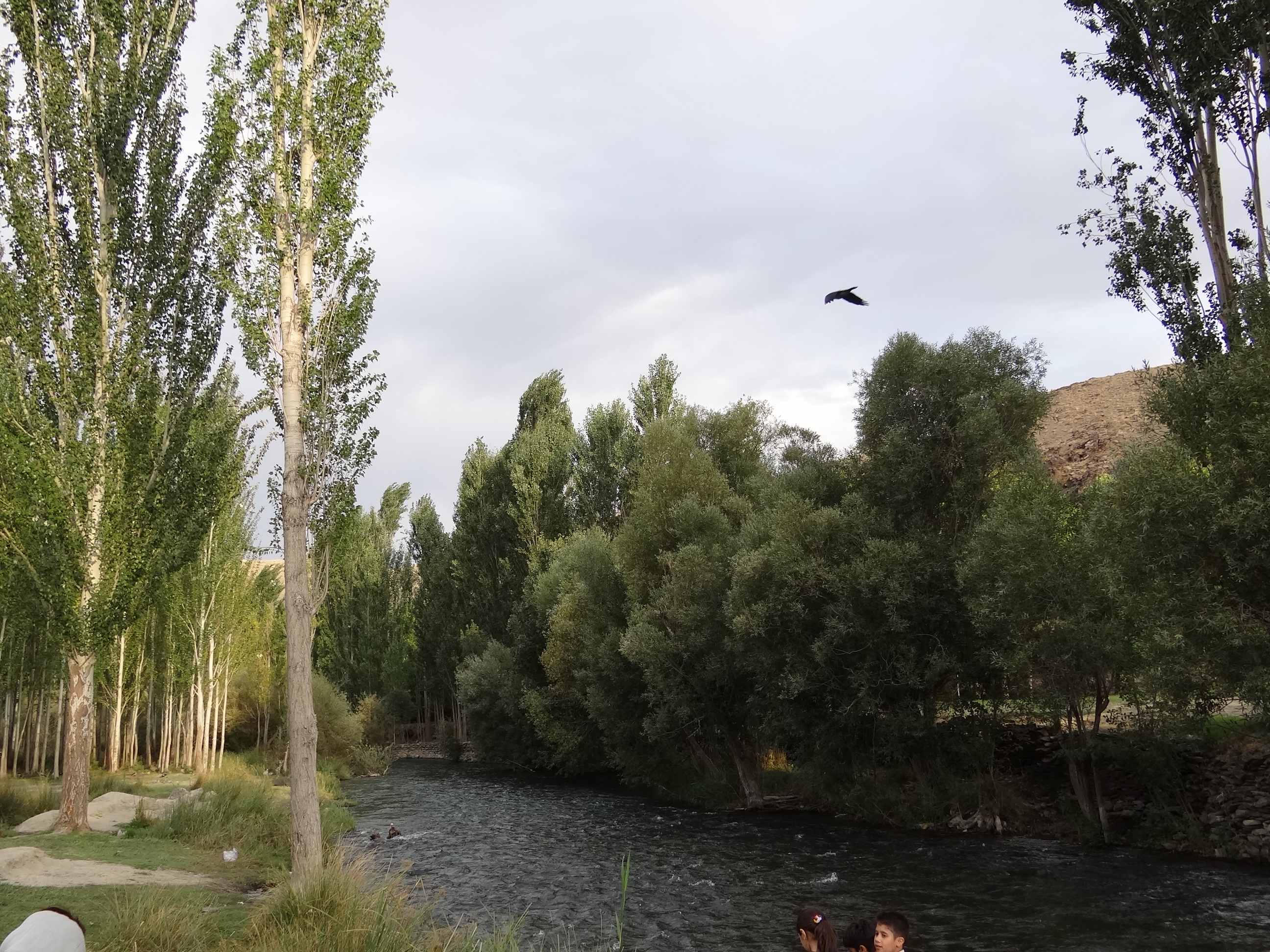
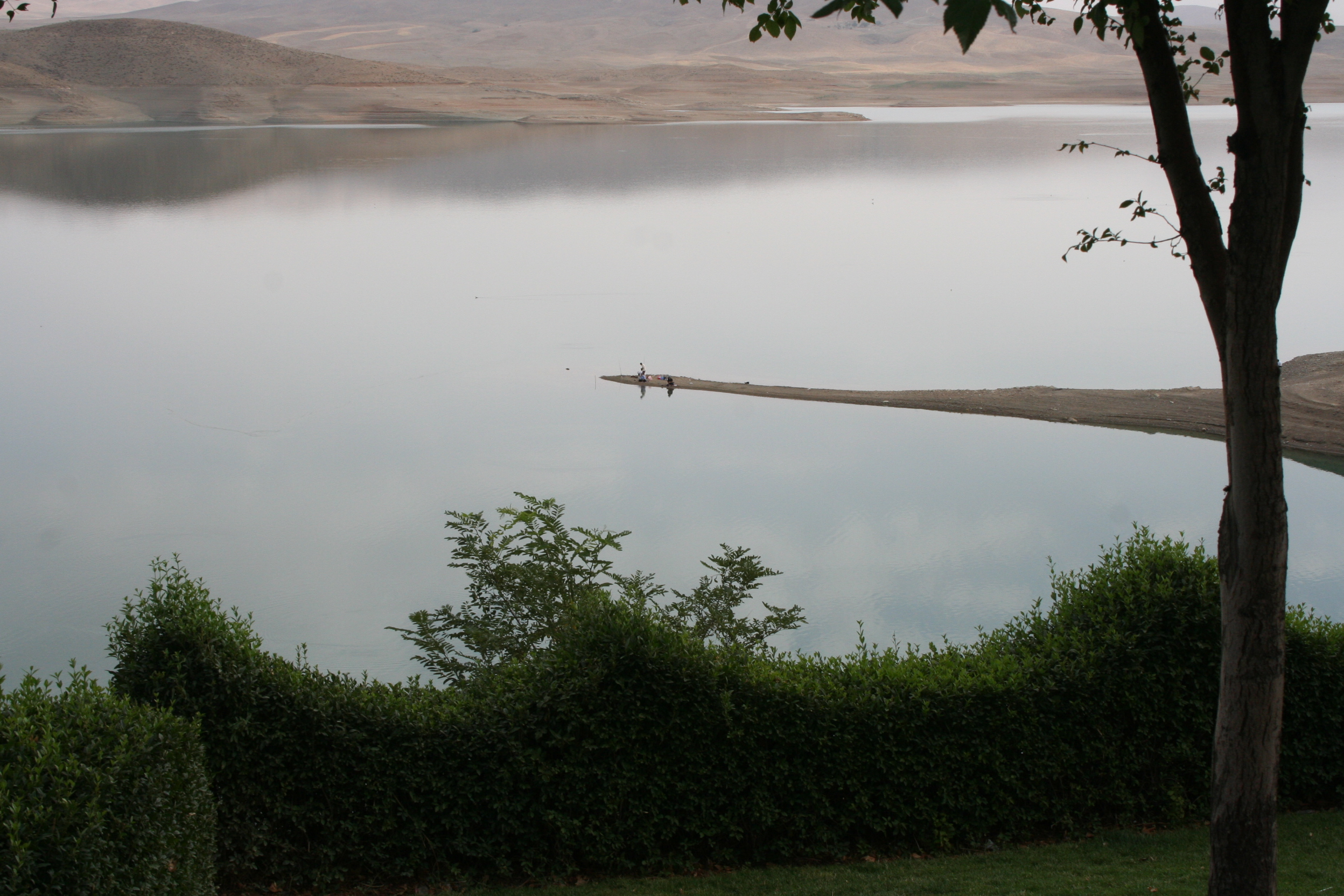
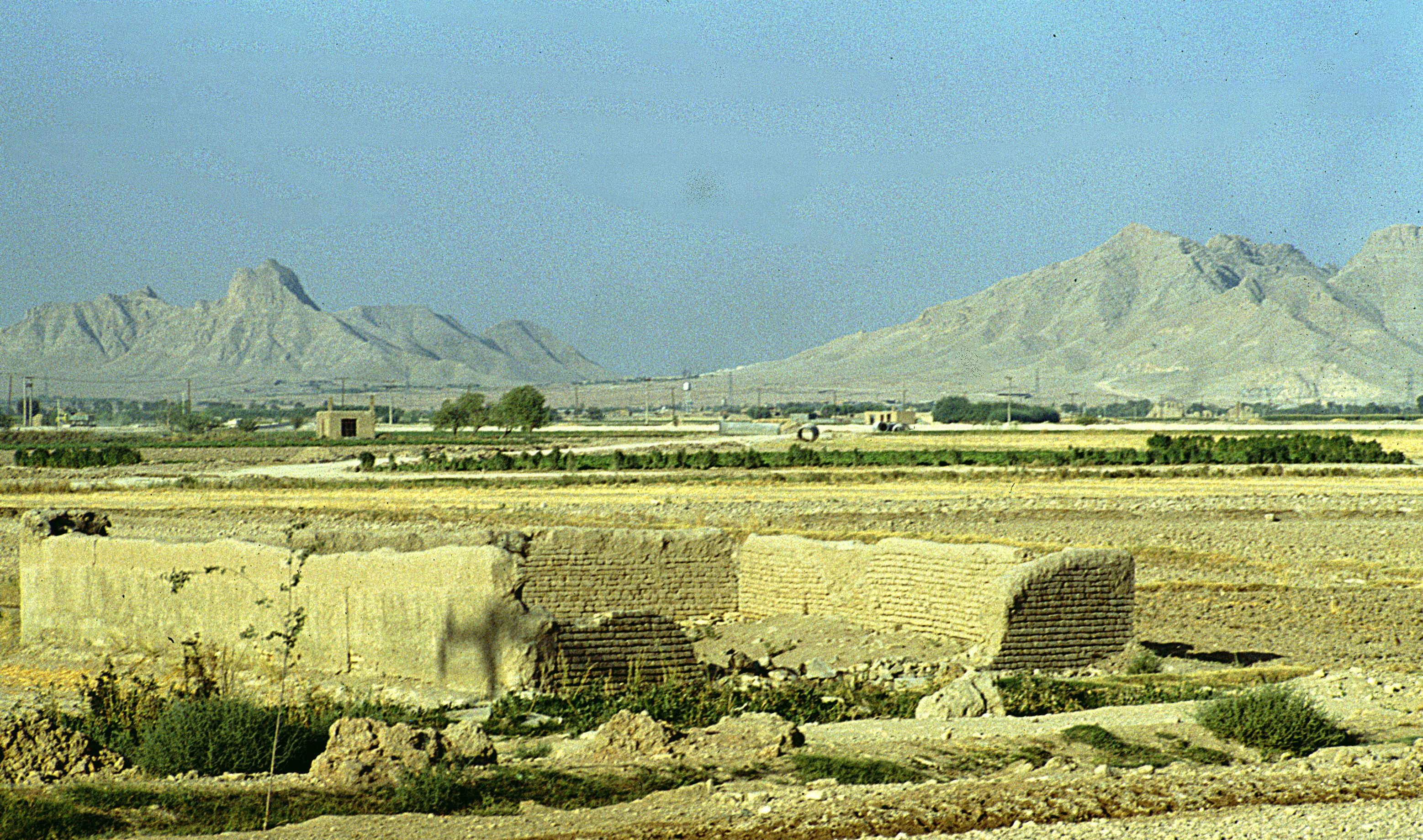
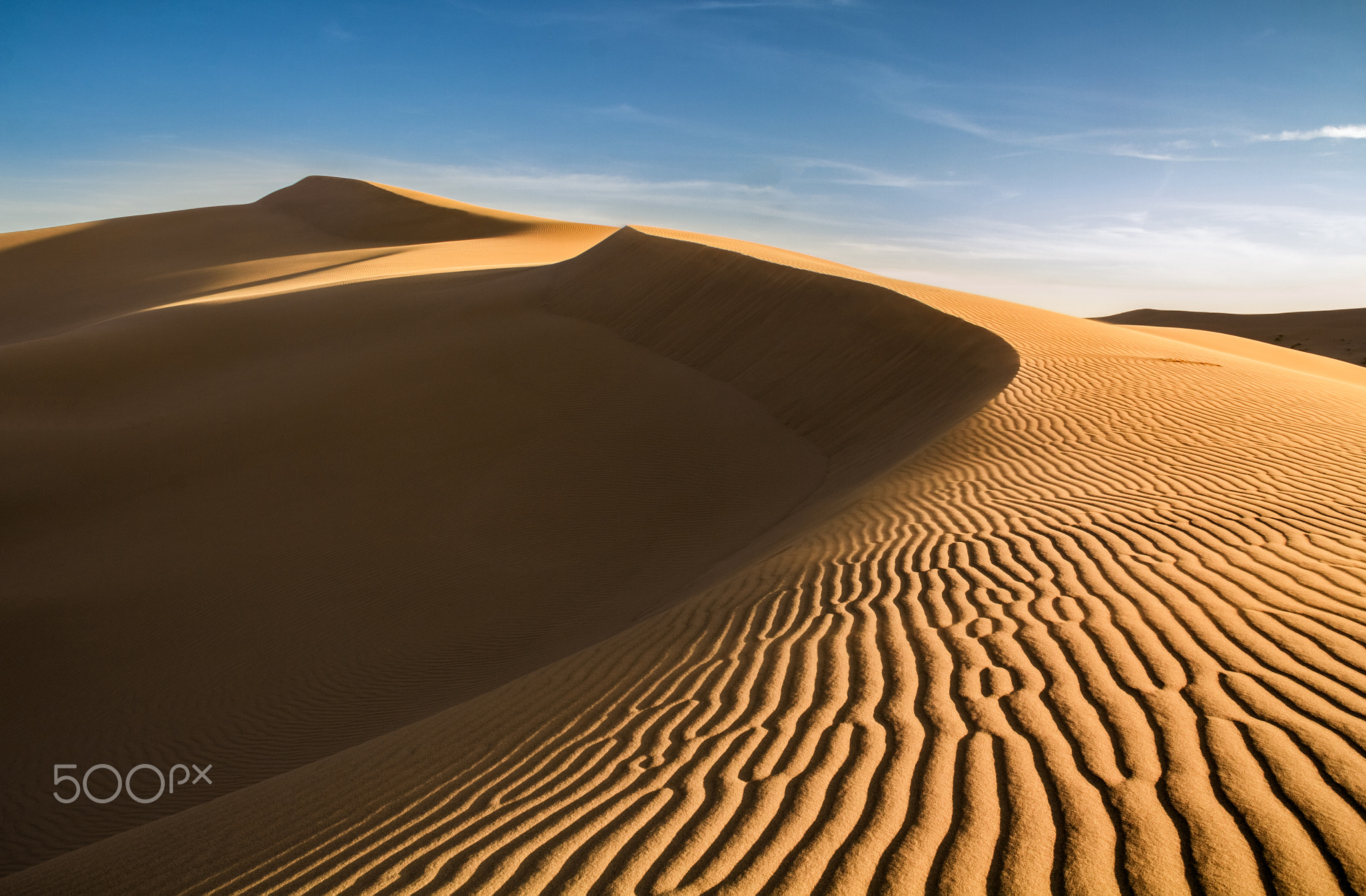
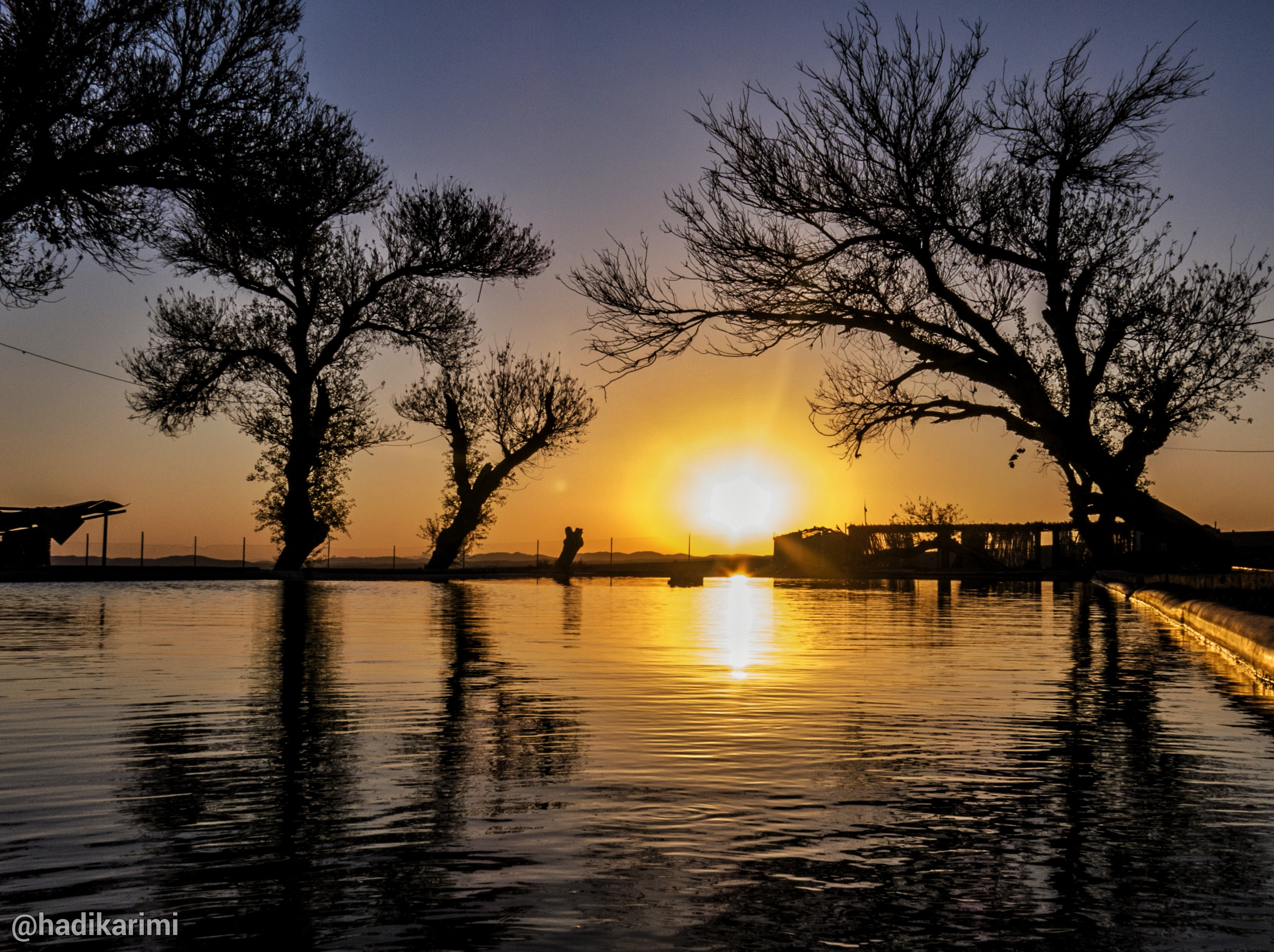

- Archivo:Dorcheh Bridge.jpg